# 広島電鉄江波線
江波線（えばせん）は、広島県広島市中区の土橋停留場と江波停留場を結ぶ、広島電鉄の軌道路線（路面電車）である。駅ナンバリングで用いられる路線記号はE。

## 概要
本線と舟入地区・江波地区を結ぶ路線で、全線が広島市中区に属する。舟入地区では住宅街や平和大通り、国道2号線を交差し、終点の江波停留場の先には江波車庫や広電江波営業所がある。
1943年に広島市江波町（現在の江波沖町）の造成埋立地に三菱重工広島造船所江波工場（現・三菱重工業広島製作所江波工場）が操業を開始。この工場への通勤輸送を強化する目的で軍の要請により江波線が建設されることになった。同年12月に土橋停留場 - 舟入本町停留場間が開業し、1944年に舟入本町停留場 - 舟入南町停留場間が開通、1954年には現在の江波停留場まで開通し、現在の江波線の形となった。江波線の開業時に計画された、三菱重工業広島製作所江波工場までは未だに開通しておらず、江波停留場から同工場まではまだ1.3kmの距離があるが、この間の延伸計画等は具体化していない。
江波線沿線には、広島市立舟入高等学校や広島県立広島商業高等学校、広島市立江波中学校などがあり、通学にも江波線が広く使われている。広島市の公立中学校は、原則徒歩以外の通学方法を認めていないが、江波中学校は唯一、舟入町停留場周辺居住者に限り、路面電車での通学を許可している。
2013年以降に超低床電車の導入による白島線との直通運転構想があると報じられ、2013年2月15日から江波-土橋-八丁堀-白島での直通運転が開始されている。

## 路線データ
- 路線距離（営業キロ）：2.6 km
- 軌間：1435 mm
- 停留場数：7（起終点含む）
- 複線区間：全線
- 電化区間：全線（直流600 V）

## 運行形態
基本的に本線直通の6号線（広島駅 - 十日市町 - 土橋 - 江波）と、横川線直通の8号線（横川駅 - 十日市町 - 土橋 - 江波）がほぼ交互に運行される。
白島線直通の9号線（白島 - 八丁堀 - 土橋 - 江波）は、超低床車両1000形の運用開始にあわせて2013年2月15日から運行を開始した。2022年7月時点では早朝の白島行き及び深夜の江波行きの上下各2本を運行（これ以外の9号線は白島 - 八丁堀間の白島線内折り返し運行）。早朝便は白島到着後線内完結運用に就き、深夜便は江波到着後入庫する。
江波線の車両は原則として単行車と1000形が運用に就くが、平日の朝ラッシュには8号線において連接車（3000形）が1往復運用される。6号線については700形と800形による運行でほぼ固定（2015年4月6日のダイヤ改正より22時以降の深夜帯に限り超低床車両1000形を2本運用）されている反面、8号線は旧型車両による運行が多くなっている。朝ラッシュ時の連接車両運用については、現在は千田車庫から3000形が1編成貸出で江波車庫に常駐し、江波車庫の担当乗務員が運用に就いている。
2000年代半ばより、毎週土曜、日曜、祝日に、8号線において「レトロ電車」と称して車両限定運用が1日2往復組まれていた（2018年5月を以て営業運行終了）。4月・5月・10月では100形101号（大正形電車）、11月から3月までは200形238号（ハノーバー電車）が充当されていた。1980年代後半から2000年半ばまで白島線で同様のことが行われていた。

## 歴史

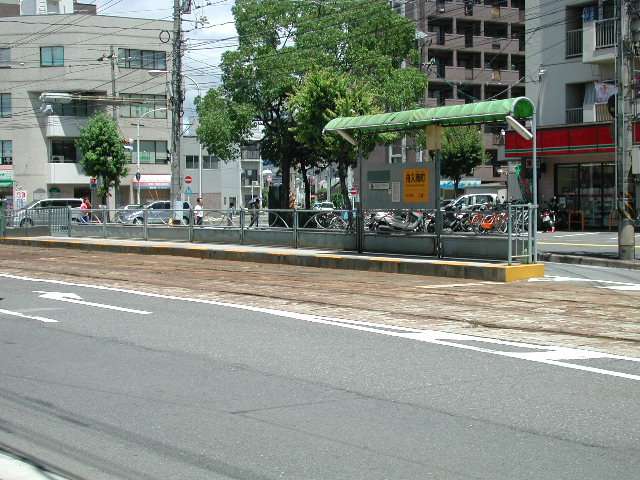
リニューアル前の舟入南町停留場（現在の舟入南停留場）

- 1943年（昭和18年）12月26日：土橋 - 舟入本町間が複線で開業。
- 1944年（昭和19年）
  - 6月10日：上舟入停留場が営業休止。
  - 6月20日：舟入本町 - 舟入南町間が単線で開業。
- 1945年（昭和20年）
  - 2月1日：舟入仲町 - 舟入川口町間が営業休止。
  - 3月7日：全線複線化。
  - 8月6日：原爆投下により、全線で運行休止。
- 1947年（昭和22年）11月1日：全線復旧。舟入南町停留場が江波口停留場に改称、舟入仲町停留場と舟入川口町停留場が営業再開、上舟入停留場が廃止。
- 1952年（昭和27年）：舟入仲町停留場が舟入町停留場に改称。
- 1954年（昭和29年）1月8日 軌道を100m延長し江波口停留場が現在の江波停留場付近に移転。旧江波口停留場はグランド口停留場に改称。
- 1959年（昭和34年）11月1日：舟入幸町停留場が開業。
- 1960年（昭和35年）：グランド口停留場が舟入南町停留場に改称。
- 1963年（昭和38年）：江波口停留場が江波停留場に改称。
- 2002年（平成14年）：舟入南町停留場が舟入南6丁目交差点の改修工事に伴い、上り停留場が広島市道霞庚午線北側に移設、下り停留場はホームを拡張し上屋が設置された。
- 2003年（平成15年）：平日朝ラッシュ時のみ8号線で連接車両を1編成投入する（2006年には平日夕方ラッシュ時にも投入される）
- 2008年（平成20年）3月：舟入川口町・舟入幸町（江波方面のみ）・舟入本町・舟入町各停留場の安全地帯延長工事が行われ、連接車両対応停留場となる。
- 2013年（平成25年）
  - 2月15日：超低床車両1000形運行開始。並びに白島線との直通運転開始[2]。
  - 3月18日：舟入川口町停留場の上屋がホーム全体に延長される。
- 2014年（平成26年）
  - 2月：舟入南6丁目交差点以南の道路拡幅工事に伴い、舟入南町停留場（下り）がリニューアル。ホームが拡張され、上屋がホーム全体に延長された。
  - 3月25日：江波停留場がバリアフリー化。ホームがかさ上げされ、下り停留場が島状化された。
  - 4月7日：ダイヤ改正実施により平日夕ラッシュの8号線連接車運行（1往復）が、超低床車両に置き換え。
- 2015年（平成27年）4月6日：ダイヤ改正で深夜帯の6号線において超低床車両1000形運用開始。
- 2019年（平成31年）4月1日：舟入南町停留場が舟入南停留場に改称。

## 停留場一覧
- 全停留場が広島県広島市中区内に所在。
- 6号線・8号線・9号線が全線を経由。

| 番号         | 停留場名         | 営業キロ     | 営業キロ     | 接続路線                                                       |
| 番号         | 停留場名         | 駅間         | 累計         | 接続路線                                                       |
| ------------ | ---------------- | ------------ | ------------ | -------------------------------------------------------------- |
| 直通運転区間 | 直通運転区間     | 直通運転区間 | 直通運転区間 | 本線 紙屋町・八丁堀経由 広島駅まで 本線・横川線経由 横川駅まで |
| M13          | 土橋停留場       | -            | 0.0          | 広島電鉄： 本線                                                |
| E01          | 舟入町停留場     | 0.6          | 0.6          |                                                                |
| E02          | 舟入本町停留場   | 0.5          | 1.0          |                                                                |
| E03          | 舟入幸町停留場   | 0.3          | 1.3          |                                                                |
| E04          | 舟入川口町停留場 | 0.4          | 1.7          |                                                                |
| E05          | 舟入南停留場     | 0.6          | 2.3          |                                                                |
| E06          | 江波停留場       | 0.4          | 2.6          |                                                                |